# Iwan Oldekop (Admiral, 1844)

Vizeadmiral Iwan F. J. Oldekop, Ölgemälde ca. 1900

Iwan Friedrich Julius Oldekop (* 3. Oktober 1844 in Hannover; † 7. Januar 1936 ebenda) war ein deutscher Vizeadmiral.

## Leben

### Herkunft, Familie
Iwan Oldekop war Sohn des hannoverschen Kriegsrats Theodor Oldekop, Ritter des Guelphenordens. 1858 begann er als Schiffsjunge eine seemännische Ausbildung.
Er war mit Ottilie von Rauschenplat (1851–1923) verheiratet (⚭ 4. Januar 1888 in Hannover), Tochter des Forstmeisters Hans von Rauschenplat (1806–1875) und der Wilhelmine geb. Lüntzel (* 1821 in Hildesheim). Aus der Ehe gingen zwei Söhne hervor: Hans Justus Henning (* 1889 in Wilhelmshaven) und Karl Henning Emil Iwan Otto Wilhelm (* 1896 in Kiel).
Der spätere Admiral der Reichsmarine Iwan Oldekop war sein Neffe.

### Militärischer Werdegang
Oldekop trat am 1. Mai 1865 als Seekadett auf der Niobe in die Preußische Marine ein. Mit erfolgreicher Beendigung seiner Ausbildung erhielt er für seine Fähigkeiten zusätzlich eine „königliche Belobigung“. Zu seinem Ausbildungsgang gehörten auch die späteren Admiräle Oscar Boeters, Wilhelm Büchsel, Otto von Diederichs, Richard von Geißler, Oscar Klausa und Alfred von Tirpitz. Oldekop wurde wie Tirpitz später der sogenannten Crew 65 zugerechnet.
Am 31. August 1869 wurde er zum Leutnant z.S. befördert. Von Juli 1870 bis Juli 1872 war er Kommandant auf der Hay. Am 24. Juli 1873 erfolgte die Beförderung zum Kapitänleutnant. 1873/1874 war Oldekop 1. Offizier auf der Rover unter dem Kommando des späteren Vizeadmirals Rudolf Schering, 1875 Kapitänleutnant auf der Renown unter dem Kommando des späteren Admirals Alexander von Monts.
Von 1876 bis 1879 arbeitete Oldekop als „Mitglied d(er) Art(illerie) Prüfungs-Comm(ission)“ im Admiralsstab in Berlin. Von November 1882 bis Februar 1886 war er Militärbevollmächtigter in der deutschen Botschaft in London. Die damit verbundenen Aufgaben entsprachen denen der späteren Marineattachés. Am 22. März 1886 wurde er zum Kapitän zur See befördert und im April 1886 zum Kommandant der Prinz Adalbert ernannt.
1887 nahm Oldekop eine Tätigkeit als Kommandeur der II. Matrosen-Division innerhalb der II. Marineinspektion auf. Es folgte von 1889 bis 1890 eine Zeit als Chef des Stabes der Marinestation der Nordsee in Wilhelmshaven. Von Oktober 1890 bis Januar 1892 kommandierte er die Panzerfregatte Deutschland. Am 21. Januar 1892 erhielt er den Rang eines Konteradmirals.
Von März 1892 bis August 1895 war Oldekop Inspekteur der II. Marineinspektion, ab 1895 Inspekteur des Bildungswesens der Kaiserlichen Marine sowie Direktor der Marineakademie in Kiel. Im März 1899 erfolgte seine Beförderung zum Vizeadmiral. Als Curt von Maltzahn 1899 seine kritischen Schriften ("Seekriegslehre") veröffentlichen und Oldekop als Direktor der Akademie dies nicht verhindern wollte, betrieb Alfred von Tirpitz, Staatssekretär des Reichsmarineamts, die Absetzung Oldekops. Oldekop gehörte wie auch etwa Friedrich von Hollmann, Hans von Koester, Victor Valois und eben Maltzahn zu den Gegnern des Baus von Schlachtschiffen (Tirpitz-Plan), befürwortete stattdessen den Kreuzerkriegs und stand daher in Gegnerschaft zu den Maßgeblichen im Berliner Reichsmarineamt. Am 13. November 1899 wurde er im Alter von 56 Jahren z.D. (zur Disposition) gestellt und zog sich ins Privatleben zurück.
Am 15. Januar 1901 schrieb er an seinen engen Freund und Weggefährten Vizeadmiral Otto von Diederichs rückblickend: "… daß ich mich innerlich freue, unter den obliegenden Verhältnissen u. Umständen unter einem Regime T[irpit]z, S[enden] u. v[on] K[oester] nicht weiter dienen zu brauchen."

### Anschließende zivile Tätigkeiten

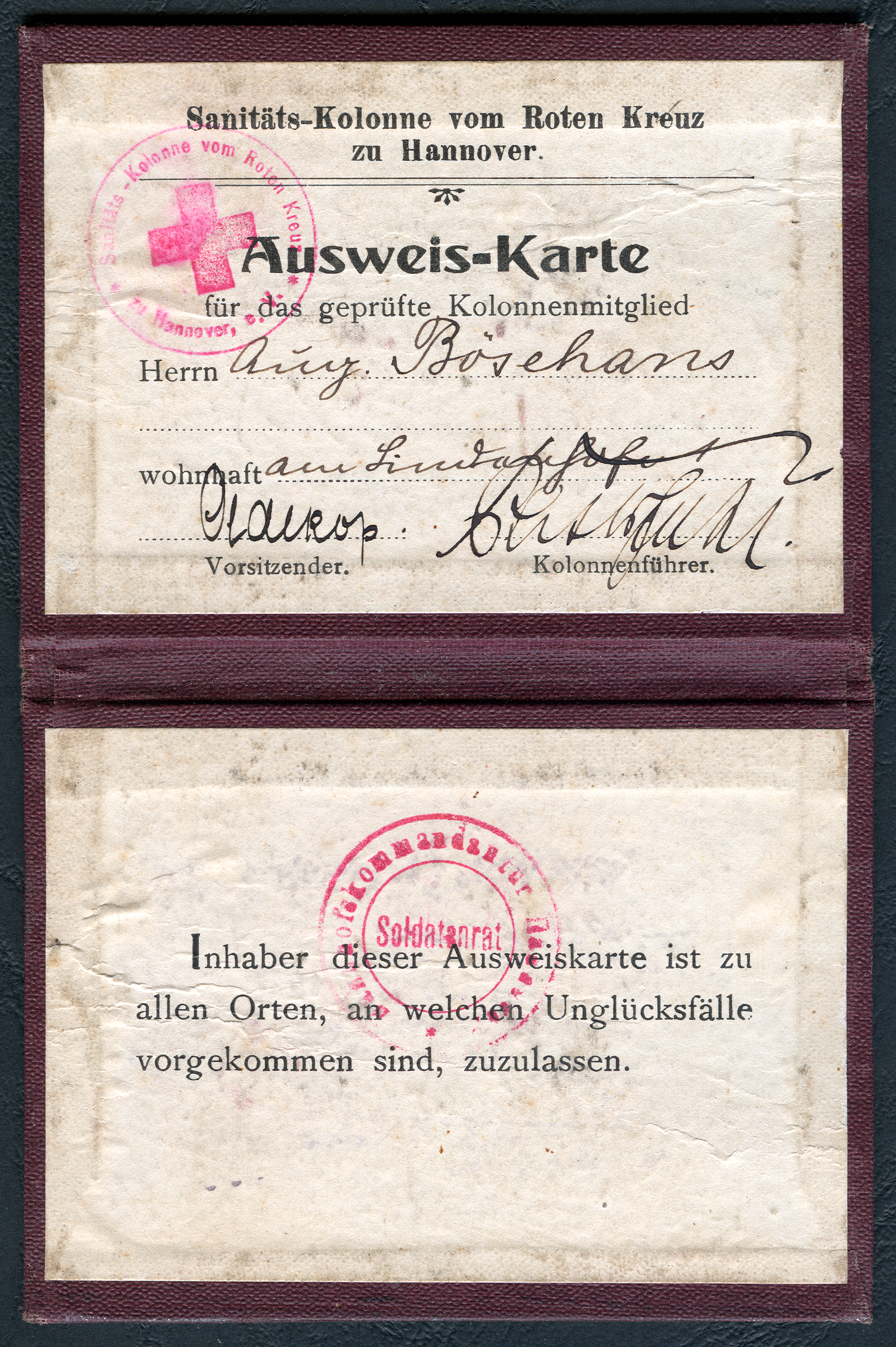
Ausweiskarte für ein geprüftes Mitglied der Sanitäts-Kolonne des Roten Kreuzes, mit einem Stempel des Soldatenrates in der Bahnhofskommandantur in Hannover und eigenhändiger Unterschrift von Oldekop

Nach seinem Rückzug von der Marine übte Oldekop mehrere Ehrenämter aus, darunter im Aufsichtsrat der „Hannoverschen Wohnungsgenossenschaft für den gemeinnützigen Wohnungsbau“.
Oldekop war zudem Vorsitzender des Deutschen Roten Kreuzes Hannover.

## Oldekopstraße
Die 1926 im hannoverschen Stadtteil Bothfeld angelegte Oldekopstraße wurde im selben Jahr – zu Lebzeiten Oldekops – nach dem ehemaligen Vizeadmiral benannt, laut dem Adressbuch der Stadt Hannover von 1927 nach „[...] einem Förderer des Heimstättenwesens“.